# Prelatura territoriale di São José do Alto Tocantins
La prelatura territoriale di São José do Alto Tocantins (in latino Praelatura Territorialis Sancti Iosephi de Alto Tocantins) è una sede soppressa della Chiesa cattolica.

## Territorio
La prelatura territoriale si estendeva a cavallo degli stati brasiliani di Goiás e di Tocantins, che fino al 1988 costituivano un unico stato.
Sede prelatizia era la città di São José do Tocantins, dal 1938 chiamata Niquelândia.

## Storia
La prelatura territoriale fu eretta il 25 luglio 1924 con la bolla Ad munus pastorale di papa Pio XI, ricavandone il territorio dalla diocesi di Goiás. Originariamente era suffraganea dell'arcidiocesi di Mariana.
Il 18 novembre 1932 la prelatura territoriale entrò a far parte della provincia ecclesiastica dell'arcidiocesi di Goiás.
La prelatura territoriale è stata soppressa il 26 marzo 1956 con la bolla Cum territorium di papa Pio XII e il suo territorio è stato diviso fra le prelature territoriali di Cristalândia e di Formosa (oggi entrambe diocesi) e la diocesi di Uruaçu.

## Cronotassi dei vescovi
- Florentino Simón y Garriga, C.M.F. † (10 aprile 1931 - 23 novembre 1935 deceduto)
- Francisco Prada Carrera, C.M.F. † (3 settembre 1946 - 17 gennaio 1957 nominato vescovo di Uruaçu)